# Mednarodni dan lažjega jezika
28. maj je mednarodni dan lažjega jezika, lahkega branja. Ta dan so države in organizacije po vsem svetu začele praznovati, da bi ljudi ozaveščale o konceptu lažjega jezika ter poudarile, kako pomembno je lahko branje za ljudi, ki imajo težave pri branju in razumevanju. 
Zgodovinsko ozadje
Mednarodni dan lažjega jezika je bil določen v okviru dogodka “EASIT Multiplier Event 3 – Towards a better Understanding” (slo. ''EASIT Multiplikacijski dogodek 3 - K boljšemu razumevanju''), februarja 2020 v Nemčiji.
28. maj je bil izbran zaradi tega, ker je bil na ta dan podpisan ustanovni dokument organizacije Inclusion Europe. Inclusion Europe deluje za vključenost ljudi z ovirami in njihovih družin na vsa področja v družbi ter zagotavlja, da imamo ljudje enake pravice. Inclusion Europe je prva pravila za lahko branje v številnih evropskih jezikih objavila leta 1998.
Pobude po svetu
Mednarodni dan lažjega jezika se je prvič odvil 28. maja 2020. Za začetek so študenti Raziskovalnega centra za lažjo nemščino Univerze v Hildesheimu pripravili videoposnetek, na katerem ljudje iz različnih držav v svojih maternih jezikih rečejo ''Mednarodni dan lažjega jezika''. Videoposnetek je naletel na odličen odziv in bil pogosto deljen na družabnih omrežjih.